# Cubocephalus longicauda
Cubocephalus longicauda är en stekelart som först beskrevs av Thomson 1883.  Cubocephalus longicauda ingår i släktet Cubocephalus och familjen brokparasitsteklar. Arten är reproducerande i Sverige. Inga underarter finns listade i Catalogue of Life.